# Intertoto Cup 1990
De Intertoto Cup was sinds 1967 een mogelijkheid voor ploegen om in de zomer te blijven voetballen. De editie van 1990 werd zoals gebruikelijk gehouden tijdens de zomerstop. Ze bestond enkel uit groepswedstrijden omdat het onhaalbaar bleek nog knock-outronden te spelen na de zomerstop. Clubs hadden daarvoor een te druk programma en de UEFA bepaalde dat ploegen die aan UEFA-toernooien zoals de twee edities van de Europa Cup meededen, niet mochten deelnemen aan andere toernooien.
Aan deze editie van het toernooi deden 44 ploegen mee, net als het vorige jaar. Er waren elf groepen van vier teams en elk team speelde zes wedstrijden. Er deden vijf ploegen mee uit Denemarken, West-Duitsland en Zweden; vier uit Hongarije, Oost-Duitsland, Oostenrijk, Tsjecho-Slowakije en Zwitserland; twee uit Bulgarije, Israël en Roemenië en één uit Kroatië, Polen en Slovenië.
Het Poolse Lech Poznań uit groep 3 haalde de hoogste score: tien punten en een doelsaldo van +8.

## Eindstanden

### Groep 1
| plaats | Club               | Doelpunten | Punten |
| ------ | ------------------ | ---------- | ------ |
| 1.     | Neuchâtel Xamax FC | 9 : 2      | 10     |
| 2.     | Sparta Praag       | 13 : 9     | 9      |
| 3.     | Lyngby BK          | 9 : 12     | 4      |
| 4.     | Admira Wacker      | 7 : 15     | 1      |

### Groep 2
| plaats | Club               | Doelpunten | Punten |
| ------ | ------------------ | ---------- | ------ |
| 1.     | FC Tirol Innsbruck | 12 : 6     | 9      |
| 2.     | Vfl Bochum         | 8 : 6      | 7      |
| 3.     | FC St. Gallen      | 8 : 7      | 7      |
| 4.     | Slavia Sofia       | 3 : 12     | 1      |

### Groep 3
| plaats | Club                  | Doelpunten | Punten |
| ------ | --------------------- | ---------- | ------ |
| 1.     | Lech Poznań           | 15 : 7     | 10     |
| 2.     | Maccabi Haifa         | 14 : 5     | 8      |
| 3.     | Siófoki Bányász       | 5 : 9      | 5      |
| 4.     | Bnei Jehoeda Tel Aviv | 5 : 18     | 1      |

### Groep 4
| plaats | Club              | Doelpunten | Punten |
| ------ | ----------------- | ---------- | ------ |
| 1.     | Slovan Bratislava | 17 : 3     | 9      |
| 2.     | Vejle BK          | 11 : 9     | 9      |
| 3.     | IFK Norrköping    | 9 : 16     | 4      |
| 4.     | MTK Boedapest     | 5 : 14     | 2      |

### Groep 5
| plaats | Club              | Doelpunten | Punten |
| ------ | ----------------- | ---------- | ------ |
| 1.     | Malmö FF          | 10 : 4     | 8      |
| 2.     | FC Kaiserslautern | 11 : 9     | 7      |
| 3.     | Energie Cottbus   | 10 : 10    | 7      |
| 4.     | Bohemians Praag   | 2 : 10     | 2      |

### Groep 6
| plaats | Club          | Doelpunten | Punten |
| ------ | ------------- | ---------- | ------ |
| 1.     | GAIS Göteborg | 13 : 7     | 8      |
| 2.     | Brøndby IF    | 15 : 11    | 7      |
| 3.     | Karlsruher SC | 12 : 12    | 5      |
| 4.     | Hansa Rostock | 7 : 17     | 4      |

### Groep 7
| plaats | Club              | Doelpunten | Punten |
| ------ | ----------------- | ---------- | ------ |
| 1.     | FC Luzern         | 13 : 8     | 9      |
| 2.     | Plastika Nitra    | 6 : 3      | 7      |
| 3.     | Örebro SK         | 8 : 6      | 6      |
| 4.     | Banyasz Tatabánya | 7 : 17     | 2      |

### Groep 8
| plaats | Club            | Doelpunten | Punten |
| ------ | --------------- | ---------- | ------ |
| 1.     | Vienna          | 7 : 5      | 8      |
| 2.     | Aarhus GF       | 6 : 3      | 7      |
| 3.     | Vasas Boedapest | 4 : 5      | 6      |
| 4.     | Gefle IF        | 3 : 7      | 3      |

### Groep 9
| plaats | Club               | Doelpunten | Punten |
| ------ | ------------------ | ---------- | ------ |
| 1.     | Chemnitzer FC      | 4 : 2      | 8      |
| 2.     | Sturm Graz         | 9 : 3      | 7      |
| 3.     | Fortuna Düsseldorf | 6 : 6      | 6      |
| 4.     | Petrolul Ploiesti  | 6 : 14     | 3      |

### Groep 10
| plaats | Club               | Doelpunten | Punten |
| ------ | ------------------ | ---------- | ------ |
| 1.     | Bayer Uerdingen    | 11 : 7     | 8      |
| 2.     | Olimpija Ljubljana | 10 : 8     | 6      |
| 3.     | 1. FC Union Berlin | 7 : 9      | 5      |
| 4.     | Grasshopper-Club   | 10 : 14    | 5      |

### Groep 11
| plaats | Club               | Doelpunten | Punten |
| ------ | ------------------ | ---------- | ------ |
| 1.     | OB Odense          | 12 : 6     | 8      |
| 2.     | Pirin Blagoëvgrad  | 8 : 5      | 8      |
| 3.     | NK Osijek          | 9 : 10     | 5      |
| 4.     | Sportul Studențesc | 6 : 14     | 3      |